# Scleroptila levaillantii
Il francolino alirosse (Scleroptila levaillantii (Valenciennes, 1825)) è un uccello galliforme della famiglia dei Fasianidi diffuso nelle regioni centro-orientali, centro-meridionali e meridionali dell'Africa.

## Descrizione

### Dimensioni
Misura circa 38 cm di lunghezza, per un peso di 354-515 g.

### Aspetto
Il becco è bruno-nerastro con la base gialla a livello del ramo inferiore; è più forte e più lungo di quello della maggior parte degli altri francolini. L'iride è marrone, le zampe sono giallo-brunastre. I sessi sono identici, ma i maschi sono muniti di sperone, assente nelle femmine. Negli adulti di entrambi i sessi, il cappuccio e la nuca sono marrone scuro con macchioline rossicce. La testa e i lati del collo sono di un colore rossiccio intenso e sono delimitati esteriormente da una sottile linea di macchioline bianche e nere che si collegano alla larga fascia sul petto. La gola è di colore camoscio-rossiccio e si fa più bianca al centro. Essa è delimitata in basso da scaglie bianche e nere che circondano la base del collo. Sotto il petto, il resto delle parti inferiori è camoscio con delle macchie rossicce particolarmente evidenti sui fianchi. Le parti superiori sono di colore marrone scuro con macchioline nere ed evidenti strisce camoscio. Le primarie e i margini esterni delle secondarie sono castano-rossicce con le estremità grigio-brunastre. La coda è bruno-grigiastro scuro con sottili barre camoscio-rossicce.
I giovani sono simili agli adulti, ma nel complesso il loro piumaggio appare più opaco. La fascia pettorale e il collare sono meno visibili, in quanto formati da scaglie grigie e camoscio, a differenza di quelle degli adulti che, essendo bianche e nere, presentano un maggiore contrasto.

### Voce
Il richiamo di avvertimento è un fischio acuto e melodioso composto da cinque note e seguito dopo una breve pausa da un heep appena articolato. Esso può essere trascritto come whee-hee-hee-hee-whee, heep o chirrya-cheep, chirrya-cheep, chirrya-cheep o anche pip-pip-peep-peep-peep. In Kenya, il maschio emette un ritornello piuttosto monotono e lento: li-al-de-werk. La femmina produce un gloglottio tranquillo quando accompagna i piccoli. Il francolino alirosse produce anche un kourr come richiamo di allarme e un richiamo forte e penetrante quando è costretto ad alzarsi in volo per fuggire.

## Biologia
Il francolino alirosse è apparentemente meno timido e più audace di molte altre specie di francolini. Vive generalmente in piccole bande che possono comprendere fino a 10 individui che si alimentano lungo i sentieri o ai bordi delle strade al mattino presto e di sera. Se percepisce una situazione di pericolo, fugge volentieri a tutta velocità. Si alza in volo solo con grande riluttanza. Se la situazione lo obbliga al decollo, si lancia in un volo basso e veloce che può portarlo anche a una distanza considerevole dal punto di partenza. Rivolta il terreno con il forte becco per trovare bulbi e tuberi. Si riposa a terra in piccoli gruppi e sempre a terra emette la maggior parte dei suoi richiami.

### Alimentazione
In inverno, questo francolino si nutre principalmente di bulbi e tuberi che raccoglie scavando sotto la superficie del terreno. Sceglie principalmente le piante dei generi Hypoxis, Rhodohypoxis, Moraea, Hesperantha e Gladiolus. In estate, la sua dieta cambia leggermente e gli insetti ne vanno a costituire una percentuale significativa.

### Riproduzione
È un uccello monogamo. Il nido è costituito da una piccola depressione creata grattando sul terreno e rivestita con radici e fili d'erba; è situato sotto un ciuffo d'erba, mai troppo lontano da un punto di abbeverata. La covata è formata in media da 5 uova, ma il loro numero può variare da 3 a 12. Queste ultime sono di colore bruno-oliva o bruno-giallastro, macchiate di grigio scuro o di marrone. Vengono covate dalla sola femmina per circa 22 giorni. Date le grandi differenze di latitudine, la stagione della nidificazione ha luogo in date molto diverse: da marzo a luglio nella regione del Capo, a dicembre nel Transvaal. Più a nord, il periodo di riproduzione è influenzato dalle precipitazioni. Di solito sopraggiunge durante la stagione delle piogge o all'inizio della stagione secca immediatamente successiva, cioè da agosto a marzo, come nel caso della provincia di Mpumalanga, in Sudafrica. Ci possono essere due nidiate all'anno.

## Distribuzione e habitat
I francolini alirosse hanno un areale estremamente frammentato che si estende dal Kenya, dall'Uganda e dalla Repubblica Democratica del Congo a sud fino al Malawi, allo Zambia e alle alteterre dell'Angola. In questo vasto territorio sono presenti non meno di sei popolazioni isolate. Le popolazioni che vivono in Sudafrica sono isolate da quelle che vivono a nord. In quest'ultimo Paese, la specie può essere osservata nel Transvaal meridionale, nello Stato Libero dell'Orange occidentale, nel Natal occidentale e settentrionale, nel Lesotho e nello Swaziland, nonché sulle montagne lungo la costa della provincia del Capo.
I francolini alirosse frequentano le praterie umide che ricoprono i ripidi pendii delle montagne. Si trovano anche nelle valli riparate dove vi siano dei canneti. Questi uccelli apprezzano anche le distese erbose lungo i corsi d'acqua e le regioni dove le boscaglie si alternano alle radure. In certi luoghi penetrano nelle zone coltivate. I francolini alirosse vivono generalmente al di sotto dei 3000 metri, ma nella provincia del Capo si trovano abbastanza regolarmente nelle zone di macchia costiera, quasi a livello del mare.

## Tassonomia
Gli studiosi riconoscono tre sottospecie:
- S. l. kikuyuensis (Ogilvie-Grant, 1897), diffusa dalla Repubblica Democratica del Congo orientale al Kenya centro-occidentale ad est e all'Angola e allo Zambia a sud; comprende le varianti muleme, adolffriederici, benguellensis, clayi e moboloensis;
- S. l. crawshayi (Ogilvie-Grant, 1896), endemica del Malawi settentrionale;
- S. l. levaillantii (Valenciennes, 1825), diffusa nello Zimbabwe e nel Sudafrica orientale.

## Conservazione
In certe regioni, l'habitat di questa specie si è ridotto notevolmente a causa del pascolo eccessivo e della frequenza troppo elevata degli incendi. Nella parte orientale della regione del Capo, il francolino alirosse è praticamente scomparso a causa di questi due fattori. Anche in Kenya il suo territorio si è notevolmente ridotto a seguito della conversione delle alteterre in superfici agricole. Tuttavia, in alcuni luoghi dell'Africa australe è ancora abbastanza comune. Data la vasta estensione del suo areale, la specie è considerata a «rischio minimo» (Least Concern).